# Godwin Okpara
Godwin Okpara (ur. 20 września 1972 w Lagos) –piłkarz nigeryjski grający na pozycji środkowego obrońcy. Nosił przydomek „Alan Ball”.

## Kariera klubowa
Okpara piłkarską karierę zaczynał w klubie Obanta United. W klubie z miasta Ijebu Ode zadebiutował w ekstraklasie Nigerii w 1989 roku. Dość szybko, bo już w pół roku po debiucie Okpara wyjechał do Europy i został piłkarzem przeciętnego belgijskiego klubu Beerschot V.A.C. W pierwszym sezonie gry zaliczył jeden symboliczny występ w pierwszej lidze. W sezonie 1990/1991 grał już częściej i poczynił postępy, a w lidze zagrał w 20 meczach. Latem 1991 przeszedł do Eendracht Aalst, w którym wywalczył miejsce w podstawowej jedenastce, ale pomimo niezłej postawy Okpary w ekstraklasie klub ten spadł do drugiej ligi. W sezonach 1992/1993 i 1993/1994 grał na drugim froncie, ale udało mu się powrócić do pierwszej ligi i po powrocie drużyna Aalst zajęła wysoką 4. pozycję, gwarantującą start w europejskich pucharach. Sezon 1995/1996 był ostatnim dla Okpary w barwach Eenderacht, w którym zagrał w 26 meczach i zdobył 3 bramki, a w lidze zajął 12. pozycję. W Pucharze UEFA klub odpadł w 2. rundzie po porażce z Romą 0:4 i remisie 0:0.
Latem 1996 Okpara przystał na propozycję RC Strasbourg i sezon 1996/1997 rozpoczął w barwach klubu z Alzacji. W Ligue 1 zadebiutował 10 sierpnia w przegranym 1:2 meczu z Paris Saint-Germain. W lidze zdobył 4 gole w 34 meczach i zajął ze Strasbourgiem 9. miejsce. Największym sukcesem wywalczenie Pucharu Ligi Francuskiej. W finale Okpara grał pełne 120 minut, a Racing wygrał 6:5 z Girondins Bordeaux po rzutach karnych. W sezonie 1997/1998 Strasbourg zakończył sezon w Ligue 1 bez znaczących sukcesów plasując się na 13. pozycji. Okpara zdobył 2 bramki (z FC Nantes i Olympique Lyon) i zagrał 30 meczów. W Pucharze UEFA Okpara grał we wszystkich meczach swojej drużyny, a Strasbourg wyeliminował takie kluby jak Rangers czy Liverpool F.C. Bliski sukcesu był także w meczach ćwierćfinałowych po wygraniu 2:0 domowego meczu z Interem Mediolan, ale w rewanżu Alzatczycy ulegli Interowi 0:3. Sezon 1998/1999 był dla Okpary ostatnim w barwach klubu ze Strasburga, z którym zajął 12. miejsce w Ligue 1.
W letnim oknie transferowym Godwin Okpara zamienił RC Strasbourg na o wiele bogatszy Paris Saint-Germain, w którym spotkał swojego rodaka i kolegę z drużyny narodowej, Augustine Okochę. W PSG zadebiutował już w 1. kolejce ligowej, 31 lipca 1999 w wygranym 1:0 meczu z Troyes AC. W paryskiej drużynie nie był jednak pewien miejsca w podstawowej jedenastce i w lidze zagrał tylko w 15 meczach. Z PSG wywalczył jednak wicemistrzostwo Francji. W kolejnym sezonie Okpara był już tylko rezerwowym i w lidze zagrał raptem w 4 meczach zajmując z PSG niską jak na ten klub 9. pozycję.
Latem 2001 Okpara wrócił do Belgii i został graczem Standardu Liège. Podobnie jak w Paryżu tak i tu spotkał swoich rodaków – Rabiu Afolabiego oraz Josepha Enakarhire. W Standardzie zadebiutował w 1. kolejce ligowej, 12 sierpnia w zremisowanym 0:0 meczu z R. Charleroi S.C. Tym meczem wywalczył miejsce na środku obrony Standardu i w zasadzie nie oddał go do końca sezonu zaliczając 30 ligowych meczów i zdobywając 1 gola. Z klubem z Liège zajął 5. miejsce w lidze. W sezonie 2002/2003 także mógł być pewny miejsca w składzie i zagrał w 27 ligowych meczach, a Standard zajął 7. miejsce. Sezon 2003/2004 nie był jednak już tak udany. Okpara dużą część spędził na leczeniu kontuzji i po zagraniu ledwie 10 ligowych meczów zakończył piłkarską karierę w wieku 32 lat.
| Sezon     | Klub                | Kraj    | Rozgrywki                | Mecze | Bramki |
| --------- | ------------------- | ------- | ------------------------ | ----- | ------ |
| 1989      | Obanta United       | Nigeria | Premier League (NGA)     | ?     | ?      |
| 1989/1990 | Beerschot V.A.C.    | Belgia  | Eerste Klasse            | 1     | 0      |
| 1990/1991 | Beerschot V.A.C.    | Belgia  | Eerste Klasse            | 20    | 0      |
| 1991/1992 | Eendracht Aalst     | Belgia  | Eerste Klasse            | 30    | 1      |
| 1992/1993 | Eendracht Aalst     | Belgia  | druga liga               | ?     | ?      |
| 1993/1994 | Eendracht Aalst     | Belgia  | druga liga               | ?     | ?      |
| 1994/1995 | Eendracht Aalst     | Belgia  | Eerste Klasse            | 32    | 0      |
| 1995/1996 | Eendracht Aalst     | Belgia  | Eerste Klasse            | 26    | 4      |
| 1996/1997 | RC Strasbourg       | Francja | Ligue 1                  | 34    | 4      |
| 1997/1998 | RC Strasbourg       | Francja | Ligue 1                  | 30    | 2      |
| 1998/1999 | RC Strasbourg       | Francja | Ligue 1                  | 32    | 0      |
| 1999/2000 | Paris Saint-Germain | Francja | Ligue 1                  | 15    | 0      |
| 2000/2001 | Paris Saint-Germain | Francja | Ligue 1                  | 4     | 0      |
| 2001/2002 | Standard Liège      | Belgia  | Eerste Klasse            | 30    | 1      |
| 2002/2003 | Standard Liège      | Belgia  | Eerste Klasse            | 27    | 0      |
| 2003/2004 | Standard Liège      | Belgia  | Eerste Klasse            | 10    | 0      |
|           |                     |         | Łącznie w Jupiler League | 176   | 6      |
|           |                     |         | Łącznie w Ligue 1        | 115   | 6      |

## Kariera reprezentacyjna
Karierę reprezentacyjną Okpara rozpoczął od występów w juniorskiej reprezentacji Nigerii U-17. Zagrał z nią na Mistrzostwach Świata Juniorów w 1989 roku w Szkocji i był najlepszym zawodnikiem swojej drużyny, a sam Pelé uznał go za najlepszego gracza tamtego turnieju.
W pierwszej reprezentacji Nigerii Godwin Okpara zadebiutował 13 stycznia 1991 roku w zremisowanym 1:1 wyjazdowym meczu z Burkina Faso, rozegranym w ramach eliminacji do Pucharu Narodów Afryki 1992.
Przez lata nie pokazał jednak w pierwszej reprezentacji takiej klasy jak w kadrze U-17. Jednak w 1998 roku selekcjoner Velibor Milutinović docenił jego dobrą grę w RC Strasbourg i zabrał Okparę na Mistrzostwa świata we Francji. Tam Okpara zagrał na nietypowej dla siebie pozycji – środkowego pomocnika. Wystąpił w dwóch grupowych spotkaniach – z Hiszpanią (3:2) i z Paragwajem (1:3). Z Nigerią doszedł do 1/8 finału, w którym „Super Orły” przegrały 1:4 z Danią.
W 2000 roku był członkiem kadry Nigerii na Puchar Narodów Afryki 2000. Początkowo nie był jednak członkiem pierwszej jedenastki, ale z czasem wskoczył do składu i obok Taribo Westa był najlepszym nigeryjskim obrońcą na tym turnieju. Z Nigerią wywalczył wicemistrzostwo Afryki. W tym samym roku wziął udział w Igrzyskach Olimpijskich w Sydney, jako jeden z wybranych dwóch starszych zawodników. Z Nigerią doszedł do ćwierćfinału, w którym jego rodacy przegrali 1:4 z Chile.
W 2001 r. Okpara adoptował 13-letnią Tinę, która uciekła z Afryki do Francji w poszukiwaniu lepszego życia. Niestety ku jej rozpaczy francuska „ziemia obiecana” okazała się być dla niej prawdziwym piekłem na ziemi.
Okpara wielokrotnie gwałcił swoją przybraną córkę grożąc jej przy tym śmiercią.
Zastraszona dziewczyna, za dnia zmuszana była do niewolniczej pracy, zaś w nocy zamykano ją w piwnicy. W dręczeniu Tiny pomagała piłkarzowi jego żona Linda, która przypalała bezbronną nastolatkę papierosami oraz zmuszała do odbywania brutalnych stosunków seksualnych.
Gehenna młodej Nigeryjki trwała cztery lata i skończyła się w 2005 r. aresztowaniem bestialskiego małżeństwa. Godwin Okpara, który nie przyznał się do zarzucanych mu czynów został skazany na 10 lat pozbawienia wolności.